# Patrick Kearney
Patrick Wayne Kearney (24 de septiembre de 1939), también conocido como El asesino de las bolsas de basura o El asesino de la autopista, es un asesino en serie y necrófilo estadounidense que asesinó a un mínimo de veintiún jóvenes y niños en todo el sur de California entre 1962 y 1977.

## Primeros años
Patrick Wayne Kearney nació el 24 de septiembre de 1939. Fue el primero de tres hijos y se crio en una familia estable de clase media. Durante su infancia, su aspecto delgado y enfermizo le convirtió en el blanco perfecto para los acosadores del colegio, quienes le pegaban con frecuencia y le regañaban por «maricón», a pesar de su supuesto interés por las chicas. En su adolescencia, se volvió retraído y fantaseaba con matar a sus enemigos, a menudo desollándolos vivos. Además, desarrolló fantasías sexuales que giraban en torno a la dominación y comenzó a practicar la zoofilia cuando tenía 13 años.
Aunque Kearney nació en el este de Los Ángeles (California), también vivió en Texas. Regresó a California tras un breve matrimonio que terminó en divorcio y con el tiempo consiguió trabajo como ingeniero en la empresa aeroespacial Hughes Aircraft. 
Gracias a la experiencia que adquirió durante sus primeros años en California, Kearney se convirtió en un artista del ligue gay: buscaba parejas principalmente en San Diego y Tijuana (México), donde utilizó sus conocimientos de español y su gran interés por la cultura latinoamericana para atraer a posibles amantes. Kearney confesó haber matado a su primera víctima, un autoestopista que recogió y asesinó en Orange (California), alrededor de 1962. Tuvo varias víctimas más, en su mayoría transeúntes, antes de mudarse en 1967 a Redondo Beach con un hombre llamado David Hill, quien se convirtió en su amante.

## Asesinatos
Con el tiempo, Hill y Kearney comenzaron a discutir con frecuencia. Para distraerse, Kearney salía a dar largos paseos en su Volkswagen Beetle o en su camioneta, momentos que aprovechaba para recoger y matar a jóvenes autoestopistas o a hombres jóvenes de bares gays. Kearney era un necrófilo y, por lo general, seguía el mismo modus operandi para asesinar a sus víctimas y deshacerse de sus restos.
Al ser de complexión delgada, Kearney no podía someter físicamente a sus víctimas y utilizaba un arma para matarlas. No era sádico, por lo que no infligía dolor a sus víctimas (como sí lo hacían los otros dos Asesinos de la Autopista) y prefería ser rápido y eficiente. Aunque más tarde Kearney confesó haber mutilado los cuerpos de sus víctimas por curiosidad, como, por ejemplo, abriéndole el estómago a uno de ellos, lo hizo post mortem y no les causó ningún tipo de sufrimiento físico.
Kearney confesó haber cometido su primer asesinato en la primavera de 1962. Se desconoce el nombre de la víctima, pero se confirmó que tenía diecinueve años y era blanco. Kearney había convencido al hombre para que lo acompañara en su moto hacia las afueras de Indio (California). Cuando llegaron, le disparó al hombre en la cabeza y le agredió sexualmente. Aunque se desconoce si se llegó a encontrar el cuerpo, Kearney confesó haber cometido este asesinato y otros dos más en 1962. Su segunda víctima fue el primo de la primera, que había presenciado cómo Kearney se marchaba con la víctima.
El primer asesinato que Kearney confesó y por el que fue condenado ocurrió «alrededor de la Navidad de 1968», cuando vivía en Culver City, aproximadamente un año después de que él y David Hill se mudaran juntos. El asesinato tuvo lugar en su domicilio de Van Buren Avenue. Según Kearney, atrajo a esta víctima (cuyo nombre se conoce como George) a su vehículo en San Diego y lo llevó a su casa, donde le disparó en la cabeza poco después de entrar. Luego, lo arrastró hasta el baño, donde lo sodomizó, desolló y desmembró con un cuchillo en la bañera, y le extrajo la bala de la cabeza para asegurarse de que no le atribuyeran ese asesinato. Después, enterró el cuerpo desmembrado detrás de su garaje. Kearney no volvió a matar hasta más de un año después de este asesinato, principalmente por miedo a que la policía preguntara sobre la desaparición de George. Años después, aún no se ha descubierto la identidad de esta víctima: solo su nombre.
Con el paso de los años, Kearney perfeccionó su modus operandi para llevar a cabo sus crímenes con mucha más eficiencia y frecuencia. Se cree que a partir de 1974 cometió asesinatos casi mensualmente. Después de recoger a sus víctimas en la autopista o en bares gay con su Volkswagen o camioneta, Kearney solía disparar a sus víctimas en la sien por encima de la oreja con una pistola Derringer .22 en la mano derecha mientras conducía con la izquierda y controlaba la velocidad del coche para evitar exhibir cualquier comportamiento inusual. Tras asesinar a sus víctimas, dejaba los cuerpos en posición vertical en el asiento del copiloto y conducía hasta zonas apartadas para violarlas.
Después de copular con los cadáveres de sus víctimas, Kearney solía mutilar y desmembrar los restos con una sierra de arco antes de deshacerse de ellos en cañones, vertederos y a lo largo de las autopistas, generalmente en bolsas de basura industriales. En algunos casos, desechaba los cuerpos en el desierto. En ocasiones, Kearney drenaba la sangre de las víctimas para eliminar el olor y a veces bañaba las partes del cuerpo antes de desecharlas para minimizar la presencia de sangre seca y eliminar la evidencia de huellas dactilares. Otras veces, golpeaba a sus víctimas una vez ya estaban muertas; para él, golpear los cadáveres de sus víctimas era un ejercicio catártico y le permitía dar rienda suelta a su ira y adquirir una sensación de poder. A menudo, sus víctimas se asemejaban físicamente a personas que lo habían acosado durante su infancia.
Aunque Kearney atacaba principalmente a hombres jóvenes, también se sabe que algunas de la víctimas eran niños y adolescentes. Su víctima más joven fue Ronald Dean Smith, de 5 años, quien desapareció en Lennox (California) el 24 de agosto de 1974. Su cuerpo fue hallado en el condado de Riverside el 12 de octubre de 1974. Merle «Hondo» Chance, de 8 años y procedente de Venice, desapareció el 6 de abril de 1977 mientras supuestamente paseaba en su bicicleta cerca del lugar de trabajo de Kearney. Kearney afirmó haber asfixiado al niño, haberse llevado el cuerpo a casa por la noche y luego desechar sus restos en el Bosque Nacional de Ángeles, cerca de la carretera Angeles Crest, a unos 18 kilómetros al norte de Altadena. Los restos en descomposición de Chance fueron hallados el 26 de mayo de 1977. Merle Chance fue la última víctima conocida de Kearney.
El 16 de junio de 1976, Kearney mató a Michael Craig McGhee, de 13 años, que contaba con un largo historial de delincuencia juvenil. Kearney afirmó haberlo recogido haciendo autostop desde Inglewood Avenue hasta Torrance . Según la policía, Kearney se ganó la confianza del niño y lo invitó a un campamento al lago Elsinore durante un fin de semana. Kearney afirmó haber percibido a McGhee como una amenaza y haberle disparado sin previo aviso después de que McGhee se jactara abiertamente de sus hazañas criminales y preguntara sobre la presencia de alarmas antirrobo en la casa de Kearney. Más tarde, al ser entrevistado por la policía, Kearney insinuó que había destruido los restos: «Me deshice del cuerpo... No lo van a encontrar».
La víctima que finalmente provocó el arresto de Kearney fue John Otis LaMay, de 17 años, a quien asesinó el 13 de marzo de 1977. Alrededor de las 17:30 de ese mismo día, LaMay le dijo a un vecino que había quedado en Redondo Beach con un hombre llamado Dave, a quien había conocido en un gimnasio local. Este hombre era David Hill, que le había dado a LaMay la dirección de la casa de Kearney. Hill estaba ausente cuando llegó LaMay, por lo que Kearney le invitó a ver la televisión hasta que Hill regresara. De pronto, Kearney cogió su pistola y le disparó a LaMay en la nuca. Luego, desmembró el cadáver y arrojó los restos al desierto.
Cuando su ola de asesinatos estaba en su apogeo, las extrañas tendencias de Kearney pasaron prácticamente desapercibidas. No obstante, Jerry Stevens, el propietario de un supermercado local, señaló que Kearney solía comprar cuchillos después de examinarlos y preguntar sobre la calidad del acero. Stevens describió a Kearney como «un tipo solitario con una extraña sensación de silencio». Su superior en Hughes Aircraft se refirió a él como un «trabajador modelo».

## Víctimas
| #  | Nombre                    | Edad | Fecha de la muerte                  | Fecha del hallazgo       | Detalles |
| -- | ------------------------- | ---- | ----------------------------------- | ------------------------ | --- |
| 1  | «Anónimo» 1               | 19   | Primavera de 1962                   | -                        | Le llevó a una zona desierta, le disparó en la cabeza y fue sodomizado post-mortem.                                                                                                |
| 2  | «Anónimo» 2               | 16   | 1962                                | -                        | Le llevó al mismo lugar que a la primera víctima, le disparó en la cabeza y le sodomizó post-mortem. Según Kearney, está víctima era el primo menor de su primera víctima.         |
| 3  | «Mike»                    | 18   | ?                                   | ?                        | Le disparó en la parte trasera de la cabeza y le sodomizó post-mortem. |
| 4  | «George»                  | ?    | Diciembre de 1968                   | 8 de julio de 1977       | Le disparó en la cabeza mientras dormía. Luego, le metió en una bañera y le sodomizó post-mortem. La policía encontró su esqueleto tras el arresto de Kearney.                     |
| 5  | John Demchik              | 13   | 26 de junio de 1971                 | 9 de febrero de 1973     | Le asesinó disparándole. |
| 6  | James Fletcher Barwick    | 17   | 22 de septiembre de 1973            | 22 de septiembre de 1973 | Le disparó en la parte trasera de la cabeza. |
| 7  | Ronald Dean Smith Jr.     | 5    | 24 de agosto de 1974                | 12 de octubre de 1974    | Le asfixió. |
| 8  | Albert Rivera             | 21   | 13 de abril de 1975                 | 13 de abril de 1975      | Kearney le disparó en la cabeza y se lo llevó a su casa; lo sodomizó post-mortem, lo desmembró y lo metió en bolsas de basura para deshacerse de él repartiéndolo en varias zonas. |
| 9  | Larry Gene Walters        | 20   | 31 de octubre de 1975               | 10 de noviembre de 1975  | Le disparó, lo sodomizó post-mortem, lo desmembró, lo metió en bolsas de basura y se deshizo de él en sitios distintos.                                                            |
| 10 | Kenneth Eugene Buchanan   | 17   | 1 de marzo de 1976                  | 7 de abril de 1976       | Le disparó en la parte trasera de la cabeza, lo sodomizó y le disparó tres veces más.                                                                                              |
| 11 | Oliver Peter Molitor      | 13   | 21 de marzo de 1976                 | -                        | Le recogió mientras hacía autostop. Abusó de él sexualmente, le disparó, lo desmembró y lo enterró en varias zonas del vertedero de Palos Verdes.                                  |
| 12 | Larry Armendariz          | 15   | 18 de abril de 1976                 | 19 de abril de 1976      | Le disparó en la parte trasera de la cabeza, lo sodomizó post-mortem y lo desmembró.                                                                                               |
| 13 | Michael Craig McGhee      | 13   | 11de junio de 1976                  | -                        | Le disparó en la parte trasera de la cabeza, lo sodomizó post-mortem y lo desmembró.                                                                                               |
| 14 | John Woods                | 23   | 20 de junio de 1976                 | 21 de junio de 1977      | Le asesinó disparándole. |
| 15 | Larry Espy                | 17   | 1976                                | 23 de agosto de 1976     | Le disparó en la parte trasera de la cabeza, lo sodomizó post-mortem y lo desmembró.                                                                                               |
| 16 | Wilfrid Lawrence Faherty  | 20   | Agosto de 1976                      | 28 de agosto de 1976     | Le disparó en la parte trasera de la cabeza. |
| 17 | Randall Lawrence Moore    | 16   | Agosto de 1976                      | 10 de octubre de 1976    | Le disparó en la cabeza. |
| 18 | Timothy Brian Ingham      | 19   | 15 de septiembre de 1976            | 24 de septiembre de 1976 | Le disparó en la parte trasera de la cabeza mientras dormía y arrojó sus restos por un barranco.                                                                                   |
| 19 | Robert Benniefiel         | 17   | Otoño de 1976                       | Otoño de 1976            | Le recogió mientras hacía autostop, le disparó en la parte trasera de la cabeza, lo sodomizó post-mortem, lo desmembró y se deshizo de él en diferentes lugares.                   |
| 20 | David Allen               | 27   | Otoño de 1976                       | 9 de octubre de 1976     | Le disparó en la cabeza y lo dejó en un lado de la carretera. |
| 21 | Mark Andrew Orach         | 20   | 5 de octubre de 1976                | 6 de octubre de 1976     | Le disparó en la cabeza. |
| 22 | Nicolas Hernandez-Jimenez | 28   | Enero de 1977                       | 23 de enero de 1977      | Le disparó, lo desmembró y lo envolvió en bolsas de basura para deshacerse de él.                                                                                                  |
| 23 | Arturo Ramos Marquez      | 24   | Alrededor del 26 de febrero de 1977 | 3 de marzo de 1977       | Le disparó, lo sodomizó post-mortem y lo desmembró. |
| 24 | John Otis LaMay           | 17   | 13 de marzo de 1977                 | 18 de marzo de 1977      | Le disparó, lo sodomizó post-mortem y lo desmembró. El asesinato de LaMay fue el crimen por el que Kearney fue arrestado.                                                          |
| 25 | Merle «Hondo» Chance      | 8    | 6 de abril de 1977                  | 26 de mayo de 1977       | Le ahogó, lo sodomizó post-mortem y lo arrojó en la carretera Ángeles Crest. |

## Arresto y encarcelamiento
Los restos de LaMay fueron encontrados el 18 de marzo de 1977. La policía había estado en la casa de Kearney para investigar el caso de LaMay antes del crimen de Chance. Pronto, descubrieron que LaMay había sido visto en compañía de Kearney y Hilly se emitieron órdenes de arresto contra ambos el 3 de junio. Kearney renunció a su trabajo y huyeron juntos a El Paso (Texas) . Las familias de los fugitivos persuadieron a la pareja para que se entregara. Finalmente, Kearney se entregó junto a Hill en la comisaría del condado de Riverside el 1 de julio de 1977.
David Hill, que en ese momento tenía 36 años, fue absuelto de cualquier participación en los crímenes de Kearney y pasó a estar en libertad.
Inicialmente, Kearney confesó haber cometido un total de 28 asesinatos, a los que posteriormente añadió otros siete.Kearney fue acusado de 21 cargos de asesinato y aceptó declararse culpable para eludir la pena de muerte. Fue condenado a veintiuna cadenas perpetuas. Aunque la policía está segura de que Kearney cometió los otros siete asesinatos que había admitido previamente, no tenían suficientes pruebas materiales para acusarlo. A fecha de 2022, Kearney se encuentra cumpliendo condena en la prisión estatal de Mule Creek de California.

## Lectura adicional
- Stewart, T. (2010). The Trash Bag Murderer.